# Biserica reformată mică din Târgu Mureș
Biserica Reformată Mică (în maghiară Kistemplom) este un lăcaș de cult construit între anii 1815-1830. Cea de-a doua denumire este o denumire populară, biserica fiind mai mică decât cealaltă biserică istorică reformată din oraș, Biserica Reformată din Cetate. Înaintea construcției a fost aici o casă socială, așa-numita ispotály (azilul săracilor) cu o capelă. Institutul social era finanțat de Biserica Reformată, iar bolnavii și săracii aveau reguli foarte stricte, calviniste.
Biserica este monument istoric, cu codul  MS-II-m-B-15546.

## Istoric
Lângă azilul săracilor, situat la capătul străzii Szent Miklós (azi strada Ștefan cel Mare), s-a construit o biserică mică de lemn încă la începutul secolului al XVIII-lea. Această clădire modestă s-a prăpădit însă pe parcursul deceniilor, iar la începutul secolului al XIX-lea construirea unei noi biserici de piatră pentru tot mai numeroasa comunitate reformată din Târgu Mureș a devenit o necesitate. În anul 1815 lucrările de construcție au început în locul fostului azil pentru săraci, lângă vechea biserică reformată de lemn. Piatra de temelie a fost depusă de către Sámuel Kemény, președintele tribunalului suprem al Transilvaniei și primcuratorul Lukáts László Borosnyai în cadrul unui moment festiv ceea ce a avut loc după rostirea rugăciunii de către preotul Márton Székely.

## Descriere
Biserica este încadrată în șirul clădirilor de pe latura vestică a străzii Ștefan cel Mare (odinioară Gecse Dániel și Szent Miklós). Are un plan de biserică-sală, orientată aproximativ pe axul est-vest, și compus din turn și nava dreptunghiulară cu închidere semicirculară în capătul vestic. Intrarea principală se deschide sub turn, existând și două intrări secundare, pe latura de sud și în capătul vestic al navei.
Fațada principală, aferentă frontului stradal este marcată de corpul turnului înalt, partea inferioară a acestuia fiind parțial integrată în interiorul navei și scos în rezalit. Este articulată cu pilaștri cu capiteluri toscane, între care se deschid trei ferestre semicirculare de mari dimensiuni, cu pervazuri profilate și ancadramente simple cu bolțar median accentuat. Pe fronton, deasupra unei cornișe simple, într-un panou dreptunghiular, mărginit de ornamente sumar realizate, asemănătoare rocaille-urilor baroce este inscripționat un citat din Psalmul 100: MENJETEK BÉ AZ ÚR KAPUJIN / HÁLA ADÁSSAL („Intrați cu laude pe porțile Lui!”).

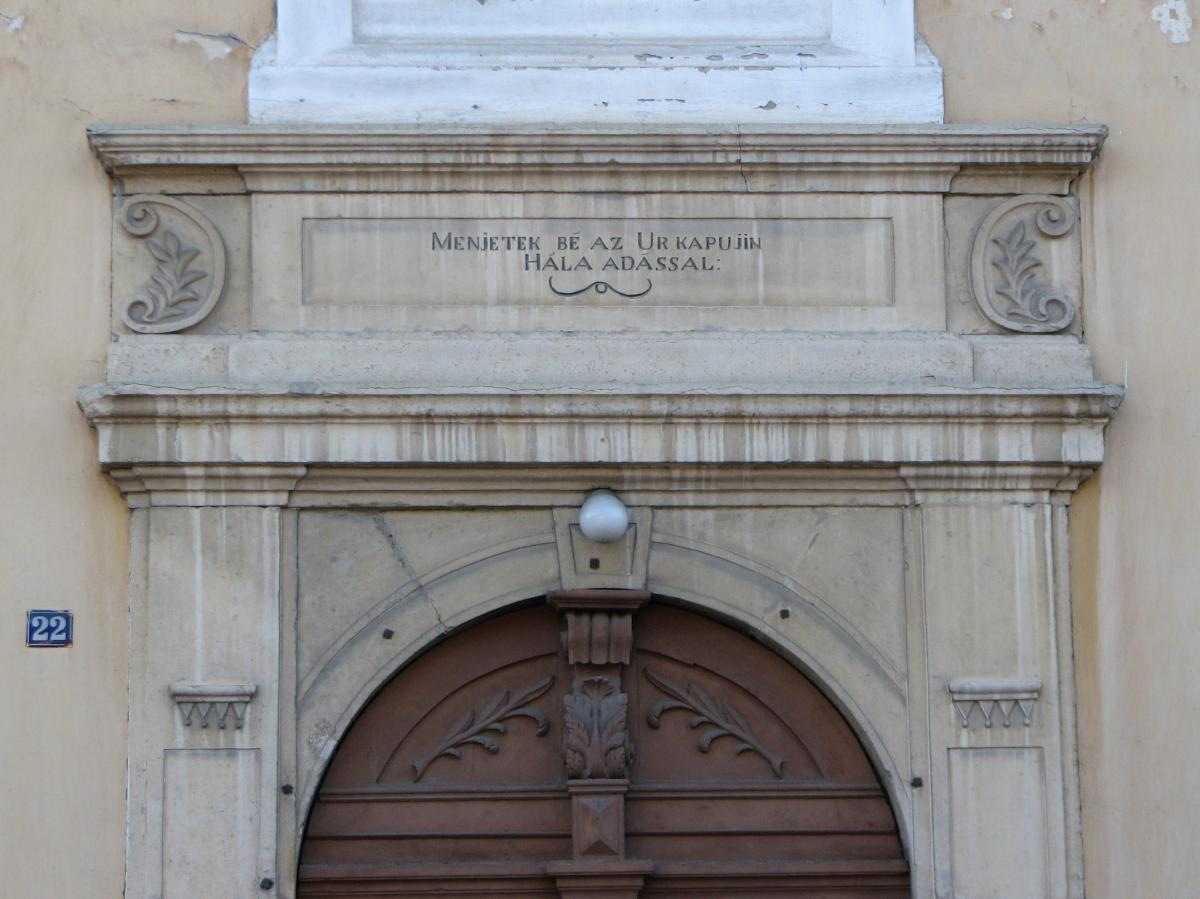
Frontonul cu inscripția psaltică